# Pascal Perrier-David
Pascal Perrier-David, né le 18 février 1975 à Oullins, dans le Rhône, est un joueur français de basket-ball. Il évolue au poste de meneur.

## Biographie
club formateur Amicale Laïque de St Genis Laval 